# 우카시 가르구와
우카시 가르구와(폴란드어: Łukasz Garguła ˈwukaʐ ɡarˈɡuwa[*], 1981년 2월 25일, 루부시 주 자간 ~)는 폴란드의 프로 축구 선수로, 현재 지역 리그의 조르자 오흘라에서 중앙 미드필더로 활약하고 있다.

## 클럽 경력
가르고와는 피아스트 이워와에서 축구를 시작했고, 폴라르 브로츠와프에서 3년을 보냈다.
베우하투프가 그를 2002년에 영입하여 2005년에는 소속 구단을 폴란드 1부 리그인 엑스트라클라사로 승격시켰다. 2006-07 시즌, 소속 구단은 리그를 2위로 마쳤다.
2009년, 그는 비스와 크라쿠프로 이적했다. 2015년 7월 1일, 가르구와는 미에치 레그니차와 계약했고, 1년 계약을 연장할 가능성도 열어두었다.
2019년 7월, 가르구와는 레히아 지엘로나 구라로 이적했다.

## 국가대표팀 경력
2006년 9월 2일, 가르구와는 핀란드와의 경기에서 국가대표팀 신고식을 치렀는데, 폴란드는 이 경기를 1-3으로 패했고, 같은 경기에서 처음이자 마지막으로 득점을 기록했다.
그는 레오 베인하커르 감독의 부름을 받아 유로 2008에 참가했는데, 그는 구르니크 자브제의 수비수 미하우 파잔과 비롯해 대회에서 출전 기회를 잡지 못한 유이한 선수였다.

## 통계

### 클럽
2017년 3월 25일 기준
| 구단              | 시즌      | 리그           | 리그 | 리그 | 컵   | 컵 | 유럽 | 유럽 | 합계 | 합계 |
| 구단              | 시즌      | 리그명         | 출장 | 골   | 출장 | 골 | 출장 | 골   | 출장 | 골   |
| ----------------- | --------- | -------------- | ---- | ---- | ---- | -- | ---- | ---- | ---- | ---- |
| 폴라르 브로츠와프 | 1999–00   | I 리가         | 2    | 0    | –    | –  | –    | –    | 2    | 0    |
| 폴라르 브로츠와프 | 2000–01   | I 리가         | 3    | 0    | 1    | 0  | –    | –    | 4    | 0    |
| 폴라르 브로츠와프 | 2001–02   | I 리가         | 32   | 4    | 4    | 1  | –    | –    | 36   | 5    |
| 폴라르 브로츠와프 | 합계      | 합계           | 37   | 4    | 5    | 1  | –    | –    | 42   | 5    |
| 베우하투프        | 2002–03   | I 리가         | 30   | 6    | 1    | 1  | –    | –    | 31   | 7    |
| 베우하투프        | 2003–04   | I 리가         | 23   | 3    | 0    | 0  | –    | –    | 23   | 3    |
| 베우하투프        | 2004–05   | I 리가         | 34   | 7    | 7    | 0  | –    | –    | 41   | 7    |
| 베우하투프        | 2005–06   | 엑스트라클라사 | 28   | 2    | 2    | 0  | –    | –    | 30   | 2    |
| 베우하투프        | 2006–07   | 엑스트라클라사 | 27   | 7    | 3    | 0  | –    | –    | 30   | 7    |
| 베우하투프        | 2007–08   | 엑스트라클라사 | 26   | 3    | 1    | 0  | 1    | 0    | 28   | 3    |
| 베우하투프        | 2008–09   | 엑스트라클라사 | 14   | 4    | 2    | 0  | –    | –    | 16   | 4    |
| 베우하투프        | 합계      | 합계           | 182  | 32   | 16   | 1  | 1    | 0    | 199  | 33   |
| 비스와 크라쿠프   | 2009–10   | 엑스트라클라사 | 2    | 0    | 1    | 0  | 0    | 0    | 3    | 0    |
| 비스와 크라쿠프   | 2010–11   | 엑스트라클라사 | 14   | 0    | 4    | 0  | 2    | 0    | 20   | 0    |
| 비스와 크라쿠프   | 2011–12   | 엑스트라클라사 | 25   | 0    | 5    | 0  | 9    | 1    | 39   | 1    |
| 비스와 크라쿠프   | 2012–13   | 엑스트라클라사 | 22   | 4    | 2    | 1  | –    | –    | 24   | 5    |
| 비스와 크라쿠프   | 2013–14   | 엑스트라클라사 | 34   | 10   | 1    | 2  | –    | –    | 35   | 12   |
| 비스와 크라쿠프   | 2014–15   | 엑스트라클라사 | 30   | 3    | 1    | 0  | –    | –    | 31   | 3    |
| 비스와 크라쿠프   | 합계      | 합계           | 127  | 17   | 14   | 3  | 11   | 1    | 152  | 21   |
| 미에치 레그니차   | 2015–16   | I 리가         | 29   | 5    | 2    | 0  | –    | –    | 31   | 5    |
| 미에치 레그니차   | 2016–17   | I 리가         | 21   | 0    | 1    | 0  | –    | –    | 22   | 0    |
| 미에치 레그니차   | 합계      | 합계           | 50   | 5    | 3    | 0  | –    | –    | 53   | 5    |
| 경력 합계         | 경력 합계 | 경력 합계      | 396  | 58   | 38   | 5  | 12   | 1    | 446  | 64   |

### 국가대표팀
2017년 3월 25일 기준
| 폴란드 국가대표팀 | 폴란드 국가대표팀 | 폴란드 국가대표팀 | 폴란드 국가대표팀 |
| 연도              | 출장              | 골                |                   |
| ----------------- | ----------------- | ----------------- | ----------------- |
| 2006              | 3                 | 1                 |                   |
| 2007              | 4                 | 0                 |                   |
| 2008              | 7                 | 0                 |                   |
| 2009              | 2                 | 0                 |                   |
| 합계              | 16                | 1                 |                   |

### 국가대표팀 득점 기록
| #  | 날짜           | 경기장                                      | 상대   | 점수 | 결과 | 대회   |
| -- | -------------- | ------------------------------------------- | ------ | ---- | ---- | ------ |
| 1. | 2006년 9월 2일 | 폴란드 비드고슈치 즈디스와프 크지슈코비아크 | 핀란드 | 1–3  | 1–3  | 예선전 |

## 수상
비스와 크라쿠프
- 엑스트라클라사: 2010–11

미에치 레그니차
- I 리가: 2017–18[5]